# Euroliga de hockey hierba 2019–20
La Euroliga de hockey hierba 2019–20 (en inglés: Euro Hockey League, EHL) es la decimotercera edición de esta competición.
En esta edición se introducen varias modificaciones, siendo la más significativa la reducción del número de participantes a 20. El nuevo calendario de competición queda dividido en dos grandes fases. Una primera disputada entre el 4 y el 6 de octubre de 2019 en Barcelona. Y las finales, sin fecha por la Pandemia de enfermedad por COVID-19.

## Sistema de competición
En esta edición se estrena un nuevo formato de competición, fruto de la reducción del número de participantes de 24 a 20. De estos, los campeones de liga de las cuatro federaciones con mejor ranking EHL acceden directamente a una fase final, denominada Final 8. Los otros 
16 equipos juegan dos eliminatorias previas, la KO16 y la KO8. De estas dos rondas por eliminación directa, a partido único y en sede neutral, salen otros cuatro equipos clasificados para la Final 8. Con estas modificaciones se elimina la fase preliminar con una liguilla de grupos (también denominada Round 1) que se disputaba en las ediciones precedentes.
La Final 8 la disputan ocho equipos, según un sistema de eliminación directa a partido único, hasta decidir el campeón. Siguiendo el modelo ya introducido la temporada anterior, el desarrollo de estas eliminatorias finales se concentra en una única sede, coincidiendo con la disputa de la nueva EHL femenina, puesta en marcha esta temporada.

## Equipos participantes
Esta temporada toman parte en el torneo 20 clubes, en representación de las 11 federaciones de la Federación Europea de Hockey con mejor ranking EHL. De este modo se reduce el número de participantes respecto a las ediciones precedentes (24 equipos de 12 federaciones).
El ranking EHL se elabora a partir de coeficientes según los resultados obtenidos por los representantes de cada federación en las competiciones europeas de clubes (Euro Hockey League y EuroHockey Club Trophy) en las tres últimas temporadas. Para la EHL 2019–20 los cupos que designan los 20 representantes se reparten del siguiente modo:
- Países entre el 1.º y 3.º puesto del ranking EHL: 3 plazas (total 9 clubes)
- Países entre el 4.º y 6.º puesto del ranking EHL: 2 plazas (total 6 clubes)
- Países entre el 7.º y 11.º puesto del ranking EHL: 1 plaza (total 5 clubes)

A raíz de la reducción de participantes, la federación de Polonia se queda sin representante para esta edición. Dos equipos debutan esta temporada en la EHL: el campeón inglés, Hampstead & Westminster HC, y el Beerschot HC belga, en detrimento del vigente campeón del torneo, Waterloo Ducks.
| Plazas | País (ranking EHL) | Equipos participantes                   | Equipos participantes    |
| Plazas | País (ranking EHL) | Disputan la fase previa (K016)          | Acceso directo a Final 8 |
| 3      | 1. Alemania        | Mannheimer HC, Rot-Weiss Köln           | HTC Uhlenhorst Mülheim   |
| 3      | 2. Bélgica         | Royal Beerschot THC, Royal Herakles HC  | Royal Léopold HC         |
| 3      | 3. Países Bajos    | SV Kampong, HGC                         | HC Bloemendaal           |
| 2      | 4. España          | RC Polo                                 | Club Egara               |
| 2      | 5. Inglaterra      | Hampstead & Westminster HC, Surbiton HC | -                        |
| 2      | 6. Francia         | Saint-Germain HC, Montrouge HC          | -                        |
| 1      | 7. Rusia           | HC Dinamo Kazan                         | -                        |
| 1      | 8. Escocia         | Grange HC                               | -                        |
| 1      | 9. Irlanda         | Three Rock Rovers HC                    | -                        |
| 1      | 10. Bielorrusia    | HC Minsk                                | -                        |
| 1      | 11. Austria        | SV Arminen                              | -                        |

## Primera fase
Las dos primeras rondas eliminatorias se disputan entre el 4 y el 6 de octubre de 2019 en el Estadio Pau Negre de Barcelona, España.

### KO16
| Equipo 1       | Resultado | Equipo 2                   |
| -------------- | --------- | -------------------------- |
| Mannheimer HC  | 5-0       | Montrogue HC               |
| HGC            | 1-2       | Hampstead & Westminster HC |
| Dinamo Kazan   | 4-2       | Saint-Germain HC           |
| Surbiton HC    | 5-2       | RC Polo                    |
| Grange HC      | 0-5       | Three Rock Rovers HC       |
| Rot-Weiss Köln | 3-1       | Royal Beerschot THC        |
| Herakles HC    | 10-0      | SV Arminen                 |
| Kampong HC     | 8-1       | Minsk HC                   |

### KO8
| Equipo 1             | Resultado | Equipo 2                   |
| -------------------- | --------- | -------------------------- |
| Mannheimer HC        | 2-1       | Hampstead & Westminster HC |
| Dinamo Kazan         | 1-4       | Surbiton HC                |
| Three Rock Rovers HC | 2-4       | Rot-Weiss Köln             |
| Kampong HC           | 6-0       | Herakles HC                |

Clasificados para la Final 8: Mannheimer HC, Rot-Weiss Köln, Kampong HC y Surbiton HC.

### Partidos de ranking
| Equipo 1         | Resultado | Equipo 2            |
| ---------------- | --------- | ------------------- |
| Montrogue HC     | 0-3       | HGC                 |
| Saint-Germain HC | 1-5       | RC Polo             |
| Grange HC        | 1-7       | Royal Beerschot THC |
| SV Arminen       | 3-1       | Minsk HC            |

## Final 8
El sorteo para determinar el cuadro de la fase final tuvo lugar el 18 de octubre de 2019. Los partidos debían disputarse durante la Semana Santa de 2020 en Ámsterdam, pero la competición fue suspendida el 12 de marzo de 2020 a causa de la Pandemia de enfermedad por COVID-19.
|  | Final 8        | Final 8 |  |  | Final 4 | Final 4      |  |  | Final | Final |  |
|  |                |         |  |  |         |              |  |  |       |       |  |
|  |                |         |  |  |         |              |  |  |       |       |  |
|  | HTC Uhlenhorst |         |  |  |         |              |  |  |       |       |  |
|  |                |         |  |  |         |              |  |  |       |       |  |
|  | Rot-Weiss Köln |         |  |  |         |              |  |  |       |       |  |
|  |                |         |  |  |         |              |  |  |       |       |  |
|  |                |         |  |  |         |              |  |  |       |       |  |
|  |                |         |  |  |         |              |  |  |       |       |  |
|  | Mannheimer HC  |         |  |  |         |              |  |  |       |       |  |
|  |                |         |  |  |         |              |  |  |       |       |  |
|  | Club Egara     |         |  |  |         |              |  |  |       |       |  |
|  |                |         |  |  |         |              |  |  |       |       |  |
|  |                |         |  |  |         |              |  |  |       |       |  |
|  |                |         |  |  |         |              |  |  |       |       |  |
|  | HC Bloemendaal |         |  |  |         |              |  |  |       |       |  |
|  |                |         |  |  |         |              |  |  |       |       |  |
|  | Surbiton HC    |         |  |  |         |              |  |  |       |       |  |
|  |                |         |  |  |         | Tercer lugar |  |  |       |       |  |
|  |                |         |  |  |         |              |  |  |       |       |  |
|  |                |         |  |  |         |              |  |  |       |       |  |
|  | SV Kampong     |         |  |  |         |              |  |  |       |       |  |
|  |                |         |  |  |         |              |  |  |       |       |  |
|  | Royal Léopold  |         |  |  |         |              |  |  |       |       |  |
|  |                |         |  |  |         |              |  |  |       |       |  |
|  |                |         |  |  |         |              |  |  |       |       |  |